# ويليام اغبرت
ويليام اغبرت هو طبيب وسياسي كندي، ولد في 25 فبراير 1857 في كندا، وتوفي في 15 أكتوبر 1936 في نفس البلد. حزبياً، نشط في الحزب الليبيرالي الألبرتي.